# Lacus Mortis
El Lacus Mortis (Llac de la Mort) és una plana de lava basàltica situada en la part nord-est de la cara visible de la Lluna. Es troba just al sud de la Mare Frigoris, estant separats per una estreta franja de terreny. Al sud es troba el Lacus Somniorum, separat del Lacus Mortis pels cràters units de Plana i Mason, i una franja de terreny irregular.
El nom del llac va ser posat per l'astrònom jesuïta italià Giovanni Riccioli (1598-1671), sent aprovat oficialment per la Unió Astronòmica Internacional en 1935.
El Lacus Mortis sembla un antic cràter inundat de lava, té forma poligonal, amb un diàmetre de 158.78 km i una extensió de 21000 km². A l'est del seu punt central es troba el cràter Bürg de 41 km de diàmetre i una profunditat de 1800 m. La part occidental del Lacus Mortis conté un ampli sistema d'esquerdes entrecreuades denominades col·lectivament Rimae Bürg. Aquestes esquerdes tenen una amplària mitjana de 2 km i s'estenen al llarg de gairebé 100 km.
La Lunar Reconnaissance Orbiter Camera (LROC) va localitzar en la part oest del llac, dos petits doms de possible origen volcànic. Aquests doms estan situats l'un al costat de l'altre, tenen una base d'1.5 km i posseeixen sengles orificis en els seus cims. Les seves coordenades selenogràfiques són 43° 44′ N, 23° 55′ E / 43.74°N,23.91°E .
El març de 2014 Astrobotic Technology va anunciar que el Lacus Mortis serà la destinació triada per a la seva primera missió a la Lluna, prevista per al segon semestre de 2016, com a part de la competició Google Lunar X Prize. La seva intenció és allunar prop de la vora d'un pou localitzat en el llac i que podria ser una entrada a una cova lunar. Aquestes coves es creu que són tubs de lava lunars i podrien demostrar ser importants per explicar el passat volcànic de la Lluna. També podrien utilitzar-se en un futur per albergar hàbitats que protegirien als humans de l'ambient lunar hostil.
El pou del Lacus Mortis va ser identificat a l'abril de 2012 per Robert Wagner, un dels investigadors del projecte de la NASA Lunar Reconnaissance Orbiter Camera (LROC). Les seves coordenades són 44° 58′ N, 25° 37′ E / 44.96°N,25.61°E.